# Elisabeth Wargalla
Elisabeth „Lisa“ Wargalla (* 14. Januar 1949 in Hochstadt am Main; † 17. Februar 2025) war eine bremische Politikerin (Bündnis 90/Die Grünen) und Abgeordnete in der Bremischen Bürgerschaft. 

## Ausbildung und Beruf
Nachdem Elisabeth Wargalla an einer Realschule in Lichtenfels die Mittlere Reife erlangte, folgte für sie eine Ausbildung beim Amtsgericht Lichtenfels. Ab 1971 war sie dann in der Verwaltung des Amtsgerichts Bremen mit einer Unterbrechung durch Beurlaubung bis 1995 tätig. Ab 1991 war sie hierbei die Frauenbeauftragte des Amtsgerichtes. Nach der Unterbrechung wegen ihrer Wahl zur Abgeordneten war sie ab 1999 wieder beim Amtsgericht in Bremen tätig, zuletzt als Amtsinspektorin.

## Politik
Lisa Wargalla war in der Anti-Atomkraft-Bewegung und in der Friedensbewegung aktiv und trat 1987 bei den Bremer Grünen ein. Für ihre Partei war sie von 1988 bis 1995 Mitglied des Beirats beim Ortsamt Huchting. Seit 2003 war sie als sachkundige Bürgerin im Ortsbeirat Huchting vertreten. Daneben war sie in Initiativen im Bereich von Bildung, Umwelt und Verkehr, sowie in unterschiedlichen Elterngremien aktiv.
Vom 8. Juni 1995 bis zum 7. Juni 1999 war sie erstmals Mitglied der Bremischen Bürgerschaft. Am 26. Juli 2004 wurde sie erneut Mitglied der Bürgerschaft als Mitglied der Stadtbürgerschaft, ab dem 10. Januar 2007 dann auch wieder als Mitglied für das Land Bremen bis zum Mai selben Jahres. In der Bürgerschaft gehörte sie zuletzt der Städtischen Deputation für Arbeit und Gesundheit an.

## Familie
Sie war die Mutter der Bremer Grünen-Bürgerschaftsabgeordneten Kai Wargalla.